# Campeonato Paranaense de Futebol de 1990
O Campeonato Paranaense de 1990 foi a 76ª edição do campeonato estadual do Paraná. Teve um aumento de mais quatro clubes em comparação com a edição anterior, chegando a 22 participantes, então divididos em dois grupos regionais. O campeonato teve dois finalistas da capital, onde o Clube Atlético Paranaense venceu o rival Coritiba Foot Ball Club. O artilheiro do torneio foi Everton, do Londrina Esporte Clube, com vinte gols marcados.

## Participantes
Seguem-se os vinte e dois clubes que participaram desta competição.
| Equipe                             | Cidade                   | Região                            | No ano anterior                                                            | Estádio                                   | Capacidade | Títulos              | Participações |
| ---------------------------------- | ------------------------ | --------------------------------- | -------------------------------------------------------------------------- | ----------------------------------------- | ---------- | -------------------- | ------------- |
| Coritiba Foot Ball Club            | Curitiba                 | Região Metropolitana de Curitiba  | Campeão                                                                    | Estádio Major Antônio Couto Pereira       | 38.000     | 29 (último em 1989)  | 67            |
| Clube Atlético Paranaense          | Curitiba                 | Região Metropolitana de Curitiba  | Terceiro Lugar                                                             | Estádio Joaquim Américo                   | --         | 15 (último em 19885) | 57            |
| Londrina Esporte Clube             | Londrina                 | Microrregião de Londrina          | Décimo Segundo Lugar                                                       | Estádio do Café                           | 36.000     | 2 (1962, 1981 )      | 20            |
| Grêmio de Esportes Maringá         | Maringá                  | Microrregião de Maringá           | Oitavo Lugar                                                               | Estádio Willie Davids                     | 21.600     | 3 (1963,1964,1977)   | 28            |
| Sociedade Esportiva Matsubara      | Cambará                  | Microrregião de Jacarezinho       | Quarto Lugar                                                               | Estádio Gustavo Nunes Diniz               | --         | 0 (não possui)       | 14            |
| Cascavel Esporte Clube             | Cascavel                 | Microrregião de Cascavel          | Décimo Sexto Lugar                                                         | Estádio Olímpico Regional Arnaldo Busatto | 28.125     | 1 (1980)             | 11            |
| Apucarana Atlético Clube           | Apucarana                | Microrregião de Apucarana         | Décimo Lugar                                                               | Estádio Bom Jesus da Lapa                 | 11.000     | 0 (não possui)       | 9             |
| Sociedade Esportiva Platinense     | Santo Antônio da Platina | Microrregião de Jacarezinho       | Nono Lugar                                                                 | Estádio José Eleutério da Silva           | --         | 0 (não possui)       | 6             |
| Pato Branco Esporte Clube          | Pato Branco              | Microrregião de Pato Branco       | Décimo Quarto Lugar                                                        | Estádio Os Pioneiros                      | 1.500      | 0 (não possui)       | 9             |
| Associação Atlética Iguaçu         | União da Vitória         | Microrregião de União da Vitória  | Sexto Lugar                                                                | Estádio Municipal Antiocho Pereira        | 12.000     | 0 (não possui)       | 12            |
| União Bandeirante Futebol Clube    | Bandeirantes             | Microrregião de Cornélio Procópio | Vice Campeão                                                               | Estádio Comendador Luís Meneghel          | 10.000     | 0 (não possui)       | 24            |
| Toledo Esporte Clube               | Toledo                   | Microrregião de Toledo            | Quinto Lugar                                                               | Estádio 14 de Dezembro                    | 15.280     | 0 (não possui)       | 10            |
| Esporte Clube 9 de Julho           | Cornélio Procópio        | Microrregião de Cornélio Procópio | Décimo Oitavo Lugar                                                        | Estádio Municipal Ubirajara Medeiros      | 2.228      | 0 (não possui)       | 6             |
| Foz do Iguaçu Esporte Clube        | Foz do Iguaçu            | Microrregião de Foz do Iguaçu     | Décimo Primeiro Lugar                                                      | Estádio do ABC                            | 12.565     | 0 (não possui)       | 2             |
| Operário Ferroviário Esporte Clube | Ponta Grossa             | Microrregião de Ponta Grossa      | Décimo Terceiro Lugar                                                      | Estádio Germano Krüger                    | 8.620      | 0 (não possui)       | 36            |
| Umuarama Futebol Clube             | Umuarama                 | Microrregião de Umuarama          | Décimo Quinto Lugar                                                        | Estádio Municipal Lúcio Pipino            | 3.000      | 0 (não possui)       | 10            |
| Paraná Clube                       | Curitiba                 | Região Metropolitana de Curitiba  | Clube resultante da fusão entre o Colorado Esporte Clube e o Pinheiros     | Estádio Durival Britto e Silva            | 17.000     | 0 (não possui)       | 1             |
| Sport Club Campo Mourão            | Campo Mourão             | Microrregião de Campo Mourão      | Estreante                                                                  | Estádio Municipal Roberto Brzezinski      | 15.280     | 0 (não possui)       | 1             |
| Associação Atlética Batel          | Guarapuava               | Microrregião de Guarapuava        | Estreante                                                                  | Estádio Waldomiro Gelinski                | 7.000      | 0 (não possui)       | 1             |
| Atlético Clube Paranavaí           | Paranavaí                | Microrregião de Paranavaí         | Não Participou                                                             | Estádio Municipal Dr. Waldemiro Wagner    | 25.000     | 0 (não possui)       | 20            |
| Maringá Atlético Clube             | Maringá                  | Microrregião de Maringá           | Campeão do Campeonato Paranaense de Futebol de 1989 - Segunda Divisão      | Estádio Willie Davids                     | 21.600     | 0 (não possui)       | 1             |
| Arapongas Esporte Clube            | Arapongas                | Microrregião de Apucarana         | Vice-Campeão do Campeonato Paranaense de Futebol de 1989 - Segunda Divisão | Estádio dos Pássaros                      | --         | 0 (não possui)       | 1             |

## Classificação
- 1° Clube Atlético Paranaense
- 2° Coritiba Foot Ball Club
- 3° Operário Ferroviário Esporte Clube
- 4° Paraná Clube
- 5° Sociedade Esportiva Matsubara
- 6° Grêmio Maringá
- 7° Apucarana Atlético Clube
- 8° Londrina Esporte Clube
- 9° Cascavel Esporte Clube
- 10° Sport Club Campo Mourão
- 11° Associação Atlética Batel
- 12° Sociedade Esportiva Platinense
- 13° Toledo Esporte Clube
- 14° Pato Branco Esporte Clube
- 15° Umuarama Futebol Clube
- 16° Maringá Atlético Clube
- 17° Foz do Iguaçu Esporte Clube
- 18° União Bandeirante Futebol Clube
- 19° Associação Atlética Iguaçu
- 20° Atlético Clube Paranavaí
- 21° Esporte Clube 9 de Julho
- 22° Arapongas Esporte Clube

## Regulamento
O Campeonato Paranaense de 1990 teve a primeira fase disputada por 22 clubes, divididos em dois grupos de onze equipes. No primeiro turno os jogos foram realizados dentro dos grupos, nomeados Azul e Branco. Na segunda fase, os seis mais bem classificados por chave foram divididos em grupos nomeados Amarelo e Verde, onde jogaram o turno dentro de suas chaves e o returno com os times do outro grupo. Os dois melhores de cada grupo passaram às semifinais, até chegar aos dois finalistas.

## Campeão
| Campeão Paranaense de 1990           |
| ------------------------------------ |
| Clube Atlético Paranaense 16° Título |